# Helmut Fleinghaus
Helmut Fleinghaus (* 24. Mai 1958 in Wuppertal; † 5. November 2020) war ein deutscher Kirchenmusiker und Musikwissenschaftler sowie Hochschullehrer und -rektor.

## Leben
Fleinghaus erhielt seinen ersten Orgelunterricht bei Joachim Dorfmüller. Von 1977 bis 1983 studierte er Schulmusik, Musikwissenschaft, Philosophie, Pädagogik und  Evangelische Kirchenmusik sowie Orgel an der Universität Köln sowie an der Hochschule für Musik Köln. Seine Lehrer waren u. a. Clemens Ganz, Henning Frederichs und Heinrich Hüschen. Nach dem Ersten Staatsexamen im Jahr 1982 folgten ein Jahr später das A-Examen und die künstlerische Reifeprüfung im Fach Orgel sowie die Promotion über "Die Musikanschauung des Erasmus von Rotterdam". Seine Referendariatszeit absolvierte er in Hagen und Schwelm. 1986 legte er das Zweite Staatsexamen für das Lehramt an der Sekundarstufe II in den Fächern Musik und Philosophie ab.
Seit dem Wintersemester 1985/86 lehrte er an der Westfälischen Landeskirchenmusikschule Herford, zunächst als Dozent für Formenkunde, Instrumenten- und Literaturkunde sowie ab dem Sommersemester 1987 für Orgel. Mit der 1991 vollzogenen Umwandlung der Landeskirchenmusikschule zur Hochschule für Kirchenmusik der Evangelischen Kirche von Westfalen wurde er zum Professor ernannt. Nachdem er seit 1995 bereits stellvertretender Rektor geworden war, erfolgte 2007 seine Wahl zum Rektor der Hochschule. Er trat damit die Nachfolge von Rolf Schönstedt an.
Von 1987 bis 2005 war Helmut Fleinghaus als Orgelsachverständiger für die Evangelische Kirche von Westfalen tätig.
Er war als Konzertant und Referent in Europa und in den USA engagiert. Er publizierte zahlreiche wissenschaftliche Aufsätze sowie Schallplatten und CDs von Rundfunk- und Fernsehaufnahmen.
Fleinghaus lebte in Bad Oeynhausen, war verheiratet und Vater zweier Kinder.

## Tondokumente
- Sonaten: Bach, Mendelssohn, Laufer (LP, FSM 68 703, Aufnahme von 1986)
- Musique française : Widor, Dupré, Alain (LP, FSM 68 704, Aufnahme von 1986)
- Musica Clarina. Konzert für 2 Trompeten und Orgel an der Speith-Orgel im Kloster zu Rietberg (CD, LM M E 2017, Aufnahme von 1994)
- Die Becker-Orgel in der Stephanuskirche in Bielefeld-Gadderbaum (CD, Ambiente, ADC 1003, Aufnahme von 2000)
- De Tempore. Orgelwerke von Henning Frederichs, darin: "Fürwahr, er trug unsere Krankheit" (CD, Querstand, Verlagsgruppe Klaus-Jürgen Kamprad, VKJK 0117, Aufnahme von 2001)
- Ich bin getauft auf deinen Namen. Improvisationen über beliebte Choräle, darin: Improvisationen über „Herr Christ, ich bin dein eigen“ (CD im Auftrag der EKvW, Aufnahme vom Januar 2011 an der Hochschule für Kirchenmusik der EKvW in Herford)
- Klang der Psalmen, CD zum Jahr der Kirchenmusik 2012, darin: Peter Hamburger – „Latin for Lefties“, und Hans-Martin Kiefer – „Die ganze Welt hast du uns überlassen“ (2 CD, hg. von der Hochschule für Kirchenmusik der EKvW, Aufnahme Herford 2012)

## Schriften
- Die Musikanschauung des Erasmus von Rotterdam (= Kölner Beiträge zur Musikforschung; 135). Bosse, Regensburg, 1984, ISBN 3-7649-2287-7.
- Ev.-luth. St. Andreaskirche Ostönnen (= Kleine Kunstführer; 2571). Schnell und Steiner, Regensburg, 2004, ISBN 3-7954-6523-0.

## Einzelnachweis
1. ↑  Rektor der Hochschule für Kirchenmusik überraschend verstorben. In: Neue Westfälische. 6. November 2020, abgerufen am 6. November 2020.

| Personendaten    | Personendaten                                                      |
| ---------------- | ------------------------------------------------------------------ |
| NAME             | Fleinghaus, Helmut                                                 |
| KURZBESCHREIBUNG | deutscher Kirchenmusiker, Musikwissenschaftler und Hochschullehrer |
| GEBURTSDATUM     | 24. Mai 1958                                                       |
| GEBURTSORT       | Wuppertal                                                          |
| STERBEDATUM      | 5. November 2020                                                   |